# NGC 6589
NGC 6589 (другие обозначения — IC 4690, LBN 46, ESO 590-N14) — отражательная туманность в созвездии Стрельца.
Этот объект входит в число перечисленных в оригинальной редакции «Нового общего каталога».